# 総力報道!THE NEWS SBC
『総力報道!THE NEWS SBC』（そうりょくほうどう!ザ・ニュース エスビーシー）は、2009年3月30日から2010年3月26日まで信越放送（SBCテレビ）で平日夕方に生放送されていた長野県内向けのローカルニュース番組である。

## 概要
TBSが「第二の開局」と位置付けた2009年春の大改編で『総力報道!THE NEWS』を開始するのに伴い、SBCも18時台ローカルニュースのリニューアルを実施。『総力報道!THE NEWS』のローカルニュースパートとしてこの番組を企画した。SBCは長年、18時台ローカルニュースにはTBSの番組とは異なる独自のタイトルを付けていたが、本番組でTBSに合わせることになった。
キャスターには、『信州まるごとワイド。キャッチ!』『NEWS キャッチ!』『SBC News6』などでのキャスター経験を持つ丸山隆之（当時SBC記者、現アナウンサー）と、『SBCニュースワイド』で最後のキャスターを務めていた犛山美耶子（当時SBCアナウンサー）を起用していた。また、前番組まで出演していた気象予報士は経費削減によって出演しないため、本番組での気象情報コーナーは犛山が兼務していたが、放送開始から半年後の2009年10月に犛山が降板し、三島さやか（SBCアナウンサー）と交代した。
番組宣伝はSBCテレビだけでなく、SBCラジオでもラジオCMという形で行われていた。また、2009年4月13日には「総力報道!THE NEWS SBCの日」と銘打ち、丸山と犛山がSBCテレビ・SBCラジオ双方の生番組に出演して番組宣伝を行った。
番組はTBS発の『総力報道!THE NEWS』と同じく1年で終了。2010年3月29日からは、替わって『SBCニュースワイド』の第2期が18時台に放送されている。

## 放送時間
- 月曜 - 金曜 18:05 - 18:45 （2009年3月30日 - 2009年9月25日）
- 月曜 - 金曜 18:00 - 18:40 （2009年9月28日 - 2010年3月26日） - 予告の後、CMを挿んで18:01.30から本編が始まっていた。
- 『先出し!THE NEWS→THE NEWS（平日16時台）』の廃止に伴い、2009年9月28日から2010年3月26日までは関連番組として『THE NEWS SBC先出し17:00』を放送していた（17:00 - 17:05）。内容はヘッドラインニュースと『総力報道!THE NEWS SBC』と『総力報道!THE NEWS』の内容予告。

## 出演者
- 丸山隆之（SBC報道部デスク）
- 牛山美耶子（元SBCアナウンサー 放送開始 - 2009年10月2日）
- 三島さやか（SBCアナウンサー 2009年10月5日 - 放送終了）

## タイムテーブル
2009年9月25日までのタイムテーブル。
- 18:05 「総力報道!THE NEWS SBC」予告 - 『総力報道!THE NEWS』からステーションブレイク無しで接続し、15秒間の番組予告後にCMに入っていた。
- 18:06:30 オープニング・ローカルニュース・特集
- 18:25 THE SPORTS - 『総力報道!THE NEWS』TBSローカルの時間帯に放送されているコーナー「THE NEWSカワラBANG6」内のスポーツニュース部分を時差ネット。
- 18:27 気象情報 総力☆天気
- 18:33 ローカルニュース
- 18:43 ニュースピックアップ・THE NEWS特集予告・エンディング - ステーションブレイク無しで『総力報道!THE NEWS』第2部に接続。

## 備考
- 番組で使用されるテロップ・BGMやスタジオセットなどは『総力報道!THE NEWS』の■黄色と■紺色を基調とするデザインに合わせていた。ただし、画面左上部のタイトルロゴは未表示で、一部のテロップは異なったデザインになっていた。
- 番組制作協力はSBCの大株主でもある信濃毎日新聞で、同社は番組のエンディングでクレジット表示されていた。